# João de Abbeville
João de Abbeville, O.S.B. Clun. (Abbeville, ca. 1180 - Roma, 28 de setembro de 1237) foi um filósofo escolástico francês, legado papal, prelado e cardeal da Igreja Católica.

## Biografia
Era filho de Gui (ou Guillaume ou Girard) de Abbeville e Ide de Boubers e ingressou na Ordem de São Bento (Beneditinos) em Cluny. Estudou em Paris no Collège de Cluny; magister em teologia e regens em teologia em 1217.
Em teologia, foi um seguidor de Pierre le Chantre e Stephen Langton. Depois de estudar com Hugolino de Óstia, na Universidade de Paris, tornou-se deão do capítulo de Amiens em 1218
Foi professor de teologia na Universidade de Paris por um longo tempo. Prior do mosteiro de Saint-Pierre de Abbeville, cônego e chantre de Saint-Vulfran, Abbeville, antes de 1217. Foi cônego e decano do capítulo da catedral de Amiens entre 27 de outubro de 1218 e abril de 1225.
Foi eleito arcebispo de Besançon em março de 1225, recebendo a ordenação episcopal em 19 de outubro de 1225, em Reims, pelo cardeal Romano Bonaventura, legado papal na França. Promovido ao Patriarcado Latino de Constantinopla em 23 de dezembro de 1226, não chegou a tomar posse.
Criado cardeal pelo Papa Gregório IX no consistório de sábado 18 de setembro de 1227, recebendo o título de cardeal-bispo de Sabina. Subscreveu as bulas papais emitidas entre 23 de setembro de 1227 e 25 de agosto de 1237. Legado na Espanha e Portugal de 22 de fevereiro de 1228 até 3 de janeiro de 1230, para pregar a cruzada contra os sarracenos, em virtude das queixas dirigidas à Santa Sé pelos prelados e representantes dos Concelhos.. Conheceu Raimundo de Peñafort, futuro santo, que ajudou ele em sua missão. Presidiu um concílio em Lérida em 1229; e completou o protocolo para a separação geográfica das dioceses de Sigüenza e Osma. Tentou pôr cobro ao estado de anarquia que se instalara em Portugal, fazendo reunir a Cúria Régia em Coimbra em 1228. Interveio também, juntamente com o monarca, na concessão de vários forais. À sua iniciativa ficou ligada a restauração de Idanha-a-Nova.
Nos princípios de 1229, saiu de Portugal e foi no ano seguinte escolhido para delegado do Papa, em conjunto com Tomás de Cápua, junto a Frederico II do Sacro Império Romano-Germânico. Encontrou-se com o imperador em Cápua em 23 de julho de 1230, antes da paz de San Germano, assinada no dia 23 de julho seguinte; a excomunhão contra o imperador foi levantada em 28 de agosto do mesmo ano e durante sua missão, ele ocasionalmente viajava para Roma. Depois de passar um breve período na Cúria Romana até 8 de fevereiro de 1233, o cardeal foi enviado novamente em 1234 diante do imperador Frederico, com o cardeal Pietro Caputo, menor. Ele acompanhou o Papa Gregório IX em várias viagens ao centro da Itália. Ele escreveu quatro livros de sermões, contendo 196 sermões dominicais sobre os Evangelhos e Epístolas; bem como um tratado sobre Expositio em Cantica canticorum, publicado em Paris.
Morreu em 28 de setembro de 1237, depois de uma longa doença e uma lenta agonia, em Roma.